# Silvia Steiner
Pour les articles homonymes, voir Steiner.
Silvia Steiner, née le 14 mars 1958 (originaire de Lauerz), est une personnalité politique suisse du canton de Zurich, membre du Centre.
Elle est conseillère d'État depuis mai 2015, à la tête de la direction de la formation.

## Biographie

### Origines et famille
Silvia Steiner naît le 14 mars 1958. Elle est originaire de Lauerz, dans le canton de Schwytz et grandit à Zurich.
Veuve d'Hanspeter Steiner, instructeur pour la police municipale de Zurich, et peintre-sculpteur, elle est mère de deux enfants et vit à Zurich.

### Études et parcours professionnel
Après des études de droits achevées en 1984 à l'Université de Zurich, elle travaille pendant quatre ans comme auditrice et greffière au tribunal du district de Zurich.
Elle est engagée en 1995 à la police municipale de Zurich, où elle devient en 2000 le chef de la police criminelle. À ce poste, elle prône avec fermeté des enquêtes et une intervention de la police face aux violences domestiques, et non une simple médiation, ainsi que l'éloignement et l'incarcération de l'auteur des violences.
Elle démissionne en juillet 2002 pour la fin août après avoir été accusée à tort par la presse d'avoir cherché à couvrir son mari, interpellé en janvier de la même année pour avoir causé un accident de la route en état d'ivresse. Blanchie en août de la même année, elle préfère ne pas reprendre ses fonctions, puis est nommée en novembre chef de la police criminelle du canton de Zoug, poste qu'elle occupe jusqu'en 2005.
Après avoir obtenu un doctorat en criminologie de l'Université de Lausanne en 2004, avec une thèse consacrée à la violence domestique, elle est nommée l'année suivante juge d'instruction dans le canton de Zurich, où elle dirige la section chargée de lutter contre la traite de femmes. Elle occupe ce poste jusqu'à son accession au Conseil d'État du canton de Zurich en 2015. Elle est largement médiatisée en 2010 lors d'un procès où elle obtient la lourde condamnation de proxénètes,,.

### Parcours politique
Elle siège au Conseil cantonal de Zurich de 2007 à 2015, où elle « se montre moins combative que dans les tribunaux » selon un article de 2015 paru dans La Liberté.
S'exprimant « avec calme et précision, respectée pour sa sobriété », elle est cependant jugée terne voire austère lors de la campagne de 2015 pour l'élection au Conseil d'État. Elle est attaquée en toute fin de campagne dans un tous-ménages anonyme signé par un « Comité interpartis pour l'autodétermination en fin de vie ». Truffé d'informations erronées, ce pamphlet qui la qualifie de « danger pour la Zurich libérale » en raison de son opposition sur le suicide assisté (alors qu'elle ne demande qu'un encadrement plus strict) lui vaut un vaste élan de solidarité. Le 12 avril 2015, elle est élue sur le ticket commun des cinq candidats de droite au Conseil d'État, récupérant le siège démocrate-chrétien au gouvernement perdu de justesse en 2011 par Hans Hollenstein (de) au profit du Vert Martin Graf (de), lequel perd ainsi son siège après une législature.
Réélue à deux reprises, en 2019 et 2023, elle est à la tête de la direction de la formation, dirigée avant elle pendant douze ans par des conseillers d'État socialistes. Elle succède à ce titre en 2016 au Bâlois Christoph Eymann à la tête de la Conférence des directeurs cantonaux de l'instruction publique. Elle préside le collège gouvernemental en 2020-2021, pendant la première année de pandémie de COVID-19.

### Autres activités
Elle joue au handball en ligue nationale pendant sa jeunesse.

## Publication
- (de) Häusliche Gewalt : Erscheinungsformen, Ausmass und polizeiliche Bewältigungsstrategien in der Stadt Zürich 1999-2001, Zurich, Éditions Rüegger (de), 2004, 219 p. (ISBN 3725307849)